# Cantón de Moyeuvre-Grande
El cantón de Moyeuvre-Grande era una división administrativa francesa, que estaba situada en el departamento de Mosela y la región de Lorena.

## Composición
El cantón estaba formado por seis comunas:
- Clouange
- Gandrange
- Moyeuvre-Grande
- Moyeuvre-Petite
- Rosselange
- Vitry-sur-Orne

## Supresión del cantón de Moyeuvre-Grande
En aplicación del Decreto n.º 2014-183 de 18 de febrero de 2014, el cantón de Moyeuvre-Grande fue suprimido el 22 de marzo de 2015 y sus 6 comunas pasaron a formar parte del nuevo cantón de Hayange.